# Sophie de Wittelsbach (1847-1897)
Pour les articles homonymes, voir Sophie de Wittelsbach.
Sophie Charlotte Auguste de Wittelsbach, duchesse en Bavière  puis, par son mariage, duchesse d'Alençon, est née le 23 février 1847 à Munich (Bavière) et morte le 4 mai 1897 dans le 8e arrondissement de Paris (France).
La princesse est la sœur cadette d'Élisabeth, impératrice d'Autriche et reine de Hongrie (plus connue sous le diminutif « Sissi ») et de Marie, reine des Deux-Siciles. Ses tantes maternelles ayant épousé des souverains allemands (Autriche, Prusse, Saxe), Sophie-Charlotte, comme ses frères et sœurs, est entre autres une cousine germaine de l'empereur François-Joseph Ier d'Autriche (dont elle est aussi la belle-sœur), de l'empereur Maximilien Ier du Mexique, des rois Othon Ier de Grèce, Maximilien II de Bavière, Albert Ier et Georges Ier de Saxe, de la reine Joséphine de Suède, de la grande-duchesse Mathilde de Hesse-Darmstadt. Elle est aussi la tante de la reine Élisabeth de Belgique.
Elle meurt lors de l'incendie du Bazar de la Charité.

## Famille

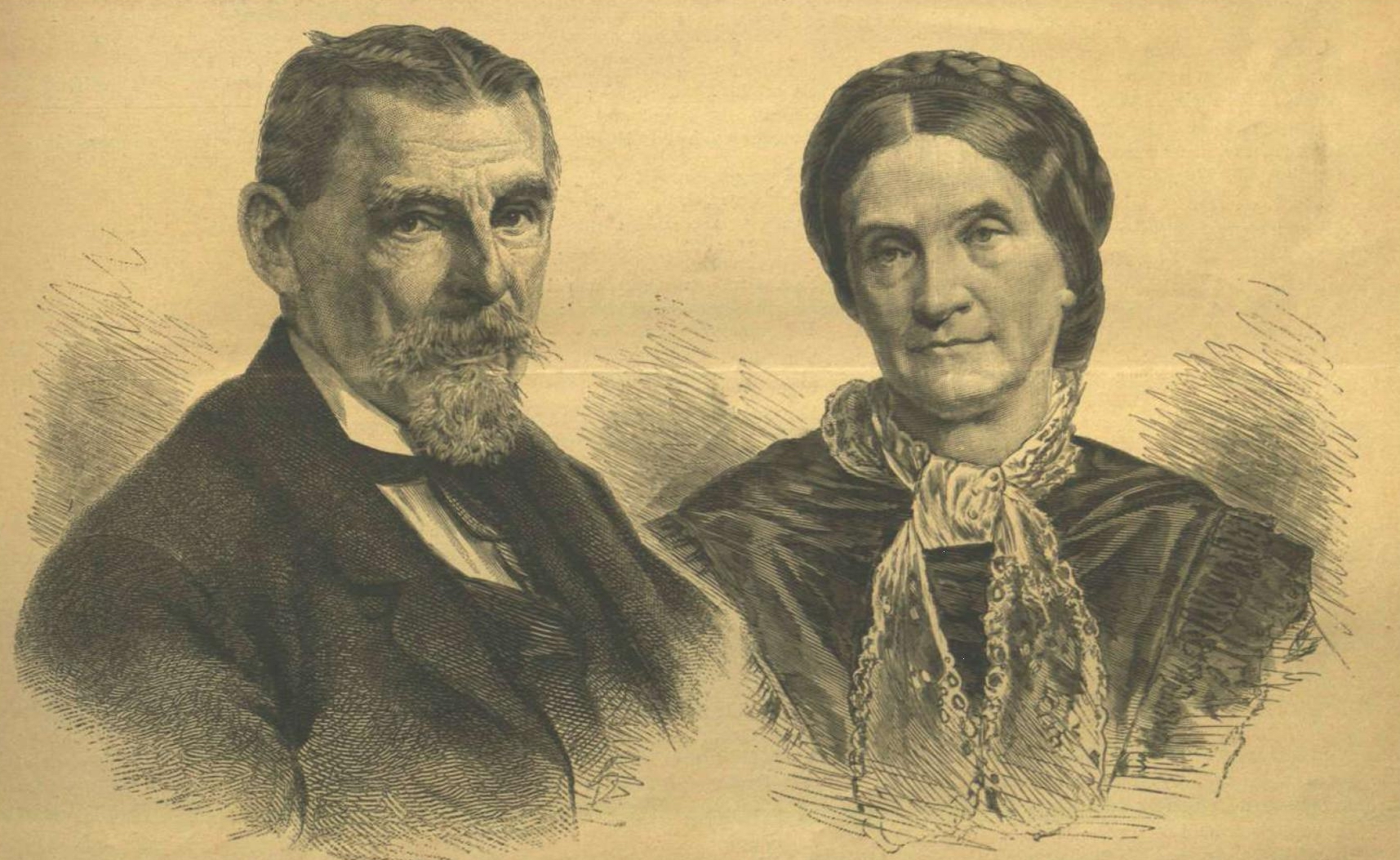
Le duc et la duchesse en Bavière (1888).

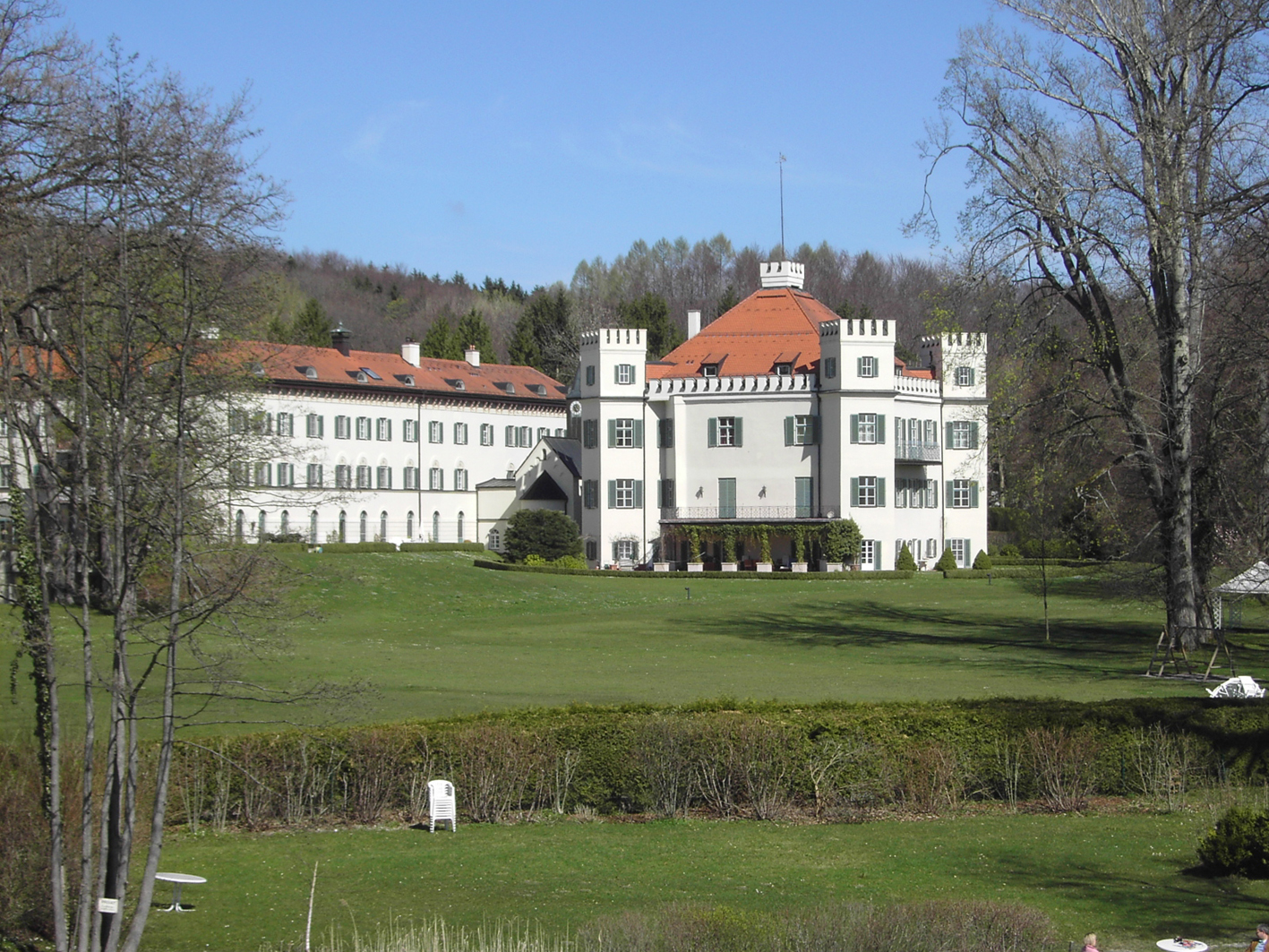
« Possi », le château des ducs en Bavière.

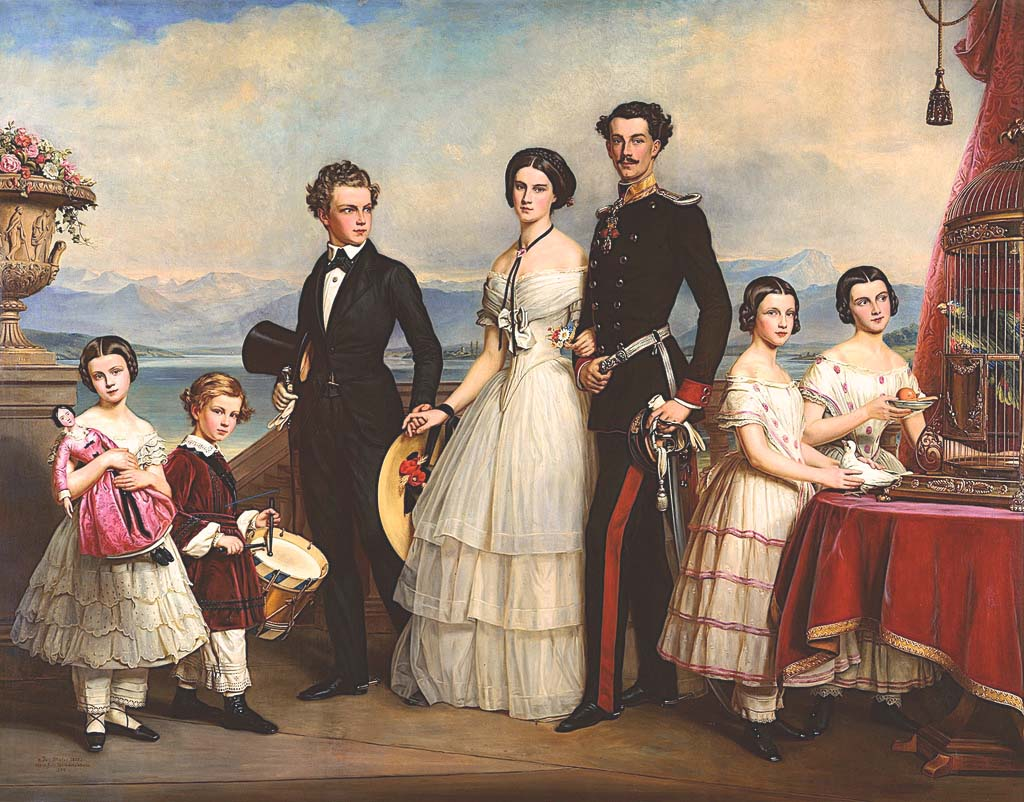
Les enfants du duc en Bavière : « Sopherl », 7 ans, « Mapperl », 5 ans, « Gackel », 15 ans, « Néné », 20 ans, Louis-Guillaume, 23 ans, « Spatz », 11 ans et Marie, 13 ans (1854).

Issue de l'illustre Maison de Wittelsbach, Sophie-Charlotte est le septième enfant ayant atteint l'âge adulte des dix enfants du duc Maximilien en Bavière (1808-1888), chef de la branche cadette de la Maison de Bavière, et de la duchesse Ludovica de Bavière (1808-1892), fille du roi Maximilien Ier de Bavière (1756-1825) et de la reine née Caroline de Bade (1776-1841).
Le 28 septembre 1868, la duchesse Sophie-Charlotte épouse à Possenhofen, résidence des ducs en Bavière, le prince Ferdinand d'Orléans (1844-1910), duc d'Alençon, fils cadet du duc de Nemours (1814-1896), et de feue son épouse née Victoire de Saxe-Cobourg-Kohary (1822-1857). Le duc d'Alençon, petit-fils du feu roi des Français Louis-Philippe Ier, vit avec sa famille en exil en Angleterre (sa mère était une cousine germaine de la reine Victoria du Royaume-Uni et une nièce du roi des Belges Léopold Ier). Son frère a épousé la princesse héritière du Brésil.
Sophie-Charlotte et son époux ont deux enfants :
- Louise (1869-1952) qui s'unit en 1891 à son cousin le prince Alphonse de Bavière, infant d'Espagne (1862-1933) ;
- Emmanuel (1872-1931), duc de Vendôme, qui épouse, en 1896, après une liaison avec Mlle Louise de Maillé et la naissance d'un enfant naturel, la princesse Henriette de Belgique (1870-1948), sœur du roi Albert Ier de Belgique.

## Biographie

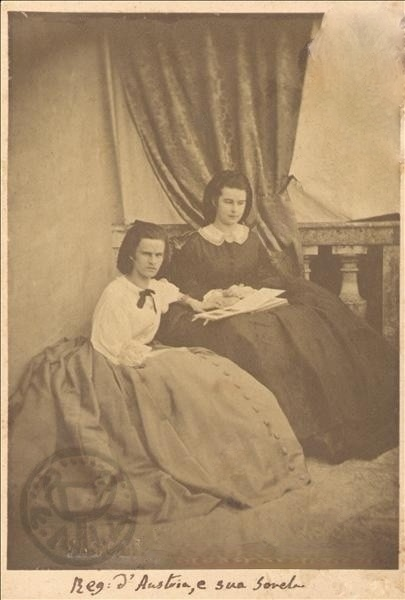
Deux sœurs de Sophie-Charlotte : « Néné » et « Sissi (1853) ».

Surnommée affectueusement « Sopherl » par sa famille, la jeune duchesse est élevée comme ses frères et sœurs librement et sans réelle contrainte entre le château de Possenhofen, surnommé familièrement « Possi », et la Residenz de la capitale, Munich.
Âgée de quelques mois lors de la révolution de 1848, la princesse n'en a pas gardé de souvenirs. Elle se souvient mieux en revanche du mariage brillant de sa sœur Élisabeth, dite « Sissi », son aînée de 9 ans dont elle est la sœur préférée : au mois d'août 1853, la duchesse Ludovica avait été invitée à se rendre à Ischl, résidence d'été de la famille impériale autrichienne, où serait fêté le vingt-troisième anniversaire de son neveu l'empereur d'Autriche. La duchesse devait être accompagnée de sa fille aînée Hélène âgée de 19 ans. Cette fête familiale servirait de paravent à une célébration plus politique, l’annonce des fiançailles de l'empereur avec Hélène. Cependant, la duchesse Ludovica emmena avec elles sa seconde fille, alors âgée 15 ans. L'empereur tomba immédiatement amoureux de sa jeune cousine, renonça à Hélène qui en fut ridiculisée et épousa l'année suivante Sissi.
Ce mariage inopiné voire inopportun permettra cependant aux autres filles des ducs en Bavière de contracter des unions brillantes à défaut d'être heureuses.
En 1858, Hélène alors âgée de 24 ans, n'a toujours pas trouvé d'époux. À l'époque, cela est mal vu par la société, d'autant que la jeune femme a subi une humiliation, sa sœur lui ayant été préférée. Elle est demandée en mariage par le richissime prince héritier Maximilien de Tour et Taxis. Le roi de Bavière, chef de la famille royale, refuse car le prince, malgré son immense fortune, n'est pas de sang royal. Sissi et François-Joseph, qui n'oublient pas l'affront qu'ils ont infligé à Hélène, s'entremettent. Le roi cède devant le couple impérial et le mariage est célébré. Hélène et Maximilien formeront un couple uni avant que la mort ne les sépare prématurément.
L'année suivante Marie-Sophie, qui ne parle pas un mot d'italien, épouse le prince héritier des Deux-Siciles qui ne parle pas un mot d'allemand. Le couple s'entendra mal. Peu après, le prince héritier devient roi. Chassés de leurs états par les Chemises Rouges de Garibaldi, Le couple se réfugiera avec ses fidèles dans la forteresse de Gaëte où pendant deux ans Marie sera l'âme de la résistance. Vaincu, le couple royal recevra la protection du pape Pie IX et vivra à Rome où l'intrépide Marie aura d'une liaison adultérine une fille (née discrètement à Augsbourg) avant de se réconcilier avec son mari. Le couple n'aura qu'une fille morte à la naissance et vivra séparément.
Pour tromper son ennui, Marie souhaite partager sa vie avec sa sœur cadette, la pétillante Mathilde dite « Spatz », qui signifie Moineau. Avec la complicité d’Élisabeth, un mariage est organisé entre la sœur cadette de la reine et le frère cadet du roi, Louis, comte de Trani. Les noces sont célébrées en 1862 mais le couple ne s'entendra pas mieux que le couple royal. Mathilde connaîtra aussi l'adultère, le couple vivra également séparément et tandis que Mathilde voyage avec sa sœur, Louis sombrera dans l'alcoolisme.
Aussi avantageux qu'ils soient, les mariages des princesses en Bavière ne sont pas forcément heureux et ces jeunes femmes reviennent si fréquemment à « Possi », cherchant à recréer la magie d'une enfance perdue et se plaindre de leur vie conjugale que leur père en est exaspéré au point de les renvoyer avec fracas auprès de leurs maris. De son côté, la duchesse Ludovica (qui ne fut guère heureuse en ménage) admettra que si ses gendres n'étaient pas parfaits, ses filles étaient loin d'être des épouses faciles.
Quant aux frères aînés de Sophie-Charlotte, le premier est l'héritier du titre Louis-Guillaume, passionné de théâtre. Il va aller jusqu'à renoncer à ses titres et privilèges pour épouser la femme de sa vie, une comédienne dont il aura deux enfants et qui saura se comporter avec tact avec sa belle-famille princière.
Le second, Charles-Théodore, que le mariage morganatique de son frère a rendu héritier du titre, a épousé en 1864 une de leurs cousines, la princesse Sophie de Saxe. Union conforme au rang des jeunes gens mais aussi mariage d'inclination. Après avoir donné le jour à une petite fille, la jeune duchesse mourra de maladie à l'âge de 22 ans laissant Charles-Théodore désespéré. Ce deuil influera sur la destinée du jeune prince qui entamera plus tard des études de médecine.
Sophie-Charlotte, qui vient d'avoir 15 ans, est témoin de ces scènes. Elle reste la dernière fille célibataire de la famille ducale et la duchesse Ludovica se met donc en recherche d'un prince pouvant rehausser encore l'éclat de sa maison.
En effet, nonobstant les drames personnels, les mariages brillants de ses filles flattent l'amour-propre de leur mère, la duchesse Ludovica qui se console ainsi de ses déboires conjugaux. Fille benjamine du roi Maximilien Ier de Bavière, elle a été mariée contre son gré à son cousin Maximilien, duc en Bavière alors qu'elle espérait épouser le roi Michel Ier de Portugal. Ce mariage fut pour elle une blessure d'amour-propre dans la mesure où d'une part, il la faisait régresser dans la hiérarchie sociale, d'autre part ses sœurs avaient épousé des souverains et elle se devait de se comporter envers eux avec la componction d'une inférieure car ce n'est qu'en 1845 que le roi Louis Ier, frère de Ludovica, accorda à son beau-frère le duc en Bavière le prédicat d'Altesse Royale qui permit à la duchesse de retrouver une partie des honneurs qu'elle avait reçus enfant et de faire meilleure figure en présence de sa famille.

### Princesse mélomane
Musicienne dotée d'une jolie voix et admirant la musique de Richard Wagner, Sophie-Charlotte refuse d'abord tous les partis qui se présentent à elle, au grand dam de sa mère.

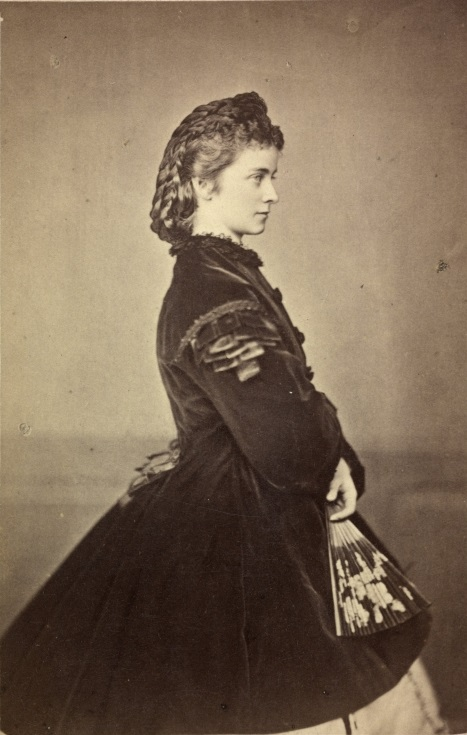
« Sopherl ».

Ainsi, « Sopherl » refuse-t-elle successivement les propositions du roi Louis Ier de Portugal, du prince Philippe de Wurtemberg, un petit-fils du roi des Français Louis-Philippe, et en 1866 celle de l'archiduc Louis-Victor d'Autriche, le propre frère de l'empereur d'Autriche (le beau-frère de « Sissi »).
Pour la duchesse Ludovica, ces refus sont autant de catastrophes et le mariage de sa benjamine, toujours célibataire à 19 ans, devient un véritable casse-tête.
C'est alors que se présente Louis II de Bavière. Le roi Maximilien II de Bavière est mort en 1864 ; son fils aîné lui a succédé. Il est âgé de 19 ans, ami d'enfance du duc Charles-Théodore en Bavière, frère aîné de Sophie-Charlotte. Fasciné par son impériale cousine « Sissi », il apprécie le charme et le talent de Sophie-Charlotte et partage avec elle son goût (qui chez lui tournera à l'idolâtrie) pour la musique de Richard Wagner, le compositeur qu'il a appelé à sa cour dès son avènement. Cependant, la conduite du musicien et son train de vie dispendieux choquent les munichois. Quelques mois après son arrivée à la cour, le jeune roi a été contraint de se séparer de son protégé.

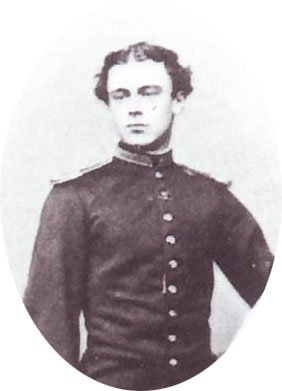
Paul de Tour et Taxis.

Sur les conseils de son aide de camp et ami intime, le prince Paul de Tour et Taxis - dont le frère aîné a épousé "Néné", la duchesse Hélène en Bavière, fiancée délaissée de l'empereur François-Joseph et sœur aînée de "Sopherl" et de "Sissi" - le jeune souverain se décide à se marier et choisit d'épouser sa cousine qu'il surnomme Elsa du nom de l'héroïne de Lohengrin, l'opéra du « maître ».

### Elsa ou les fiançailles rompues

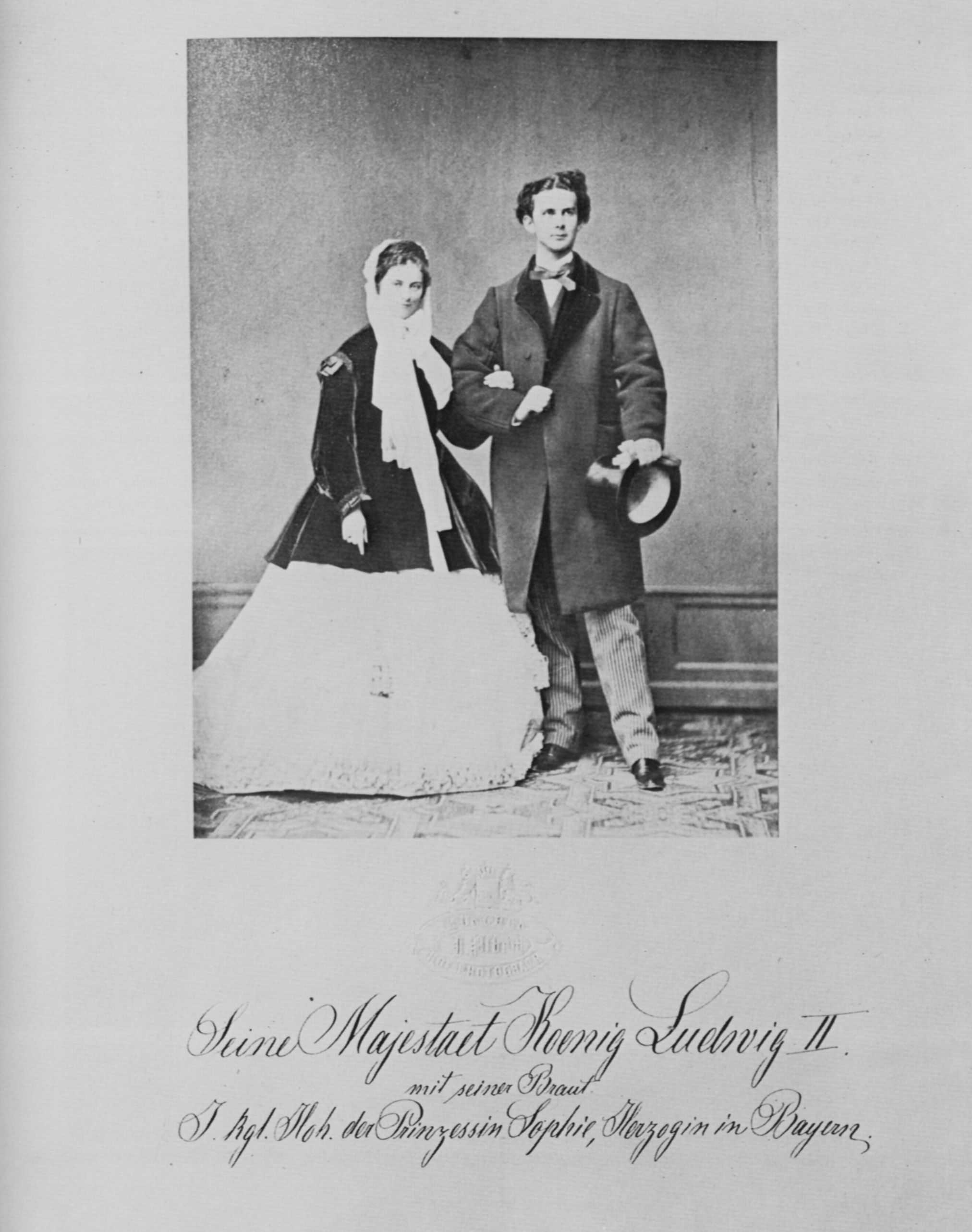
Photographie officielle des fiançailles royales.

Le 22 janvier 1867, sont proclamées les fiançailles officielles du roi Louis II de Bavière, qui est également le chef de la Maison de Wittelsbach avec la duchesse Sophie-Charlotte, sa cousine.
La duchesse Ludovica exulte : princesse de second rang, voici qu'elle va devenir la mère de sa souveraine, et si un fils naît, la grand-mère du futur roi de Bavière.
Après la défaite face à la Prusse et la dissolution de la Confédération germanique, le mariage du jeune roi, beau comme un dieu avec une charmante cousine bavaroise, réjouit les Bavarois. Le roi a 21 ans, Sophie, 18. Ils se connaissent depuis l'enfance. Louis II, qui admire sa cousine l'impératrice d'Autriche eut pour compagnon de jeu Charles-Théodore. Les deux jeunes gens ont aussi en commun l'amour de la musique de Richard Wagner et le jeune monarque surnomme sa fiancée Elsa.
Les préparatifs vont bon train, le carrosse des noces est prêt, la couronne de la mariée également et nouveauté, le couple, ensemble ou séparément, pose pour des photographies officielles dans le studio munichois du photographe de la cour, Franz Hanfstaengl.
Cependant, Louis II — ayant découvert son homosexualité — conçoit difficilement une vie conjugale avec une femme. N'osant s'engager, il repousse plusieurs fois la date du mariage tout en faisant une cour extravagante à sa fiancée, la laissant sans nouvelles ou la faisant réveiller en pleine nuit pour lui faire offrir des fleurs. Le roi repousse plusieurs fois la date des noces ce qui exaspère le duc Maximilien et désespère Sophie qui s'écrie au sein du cercle familial « Ne voyez-vous pas qu'il ne m'aime pas ».

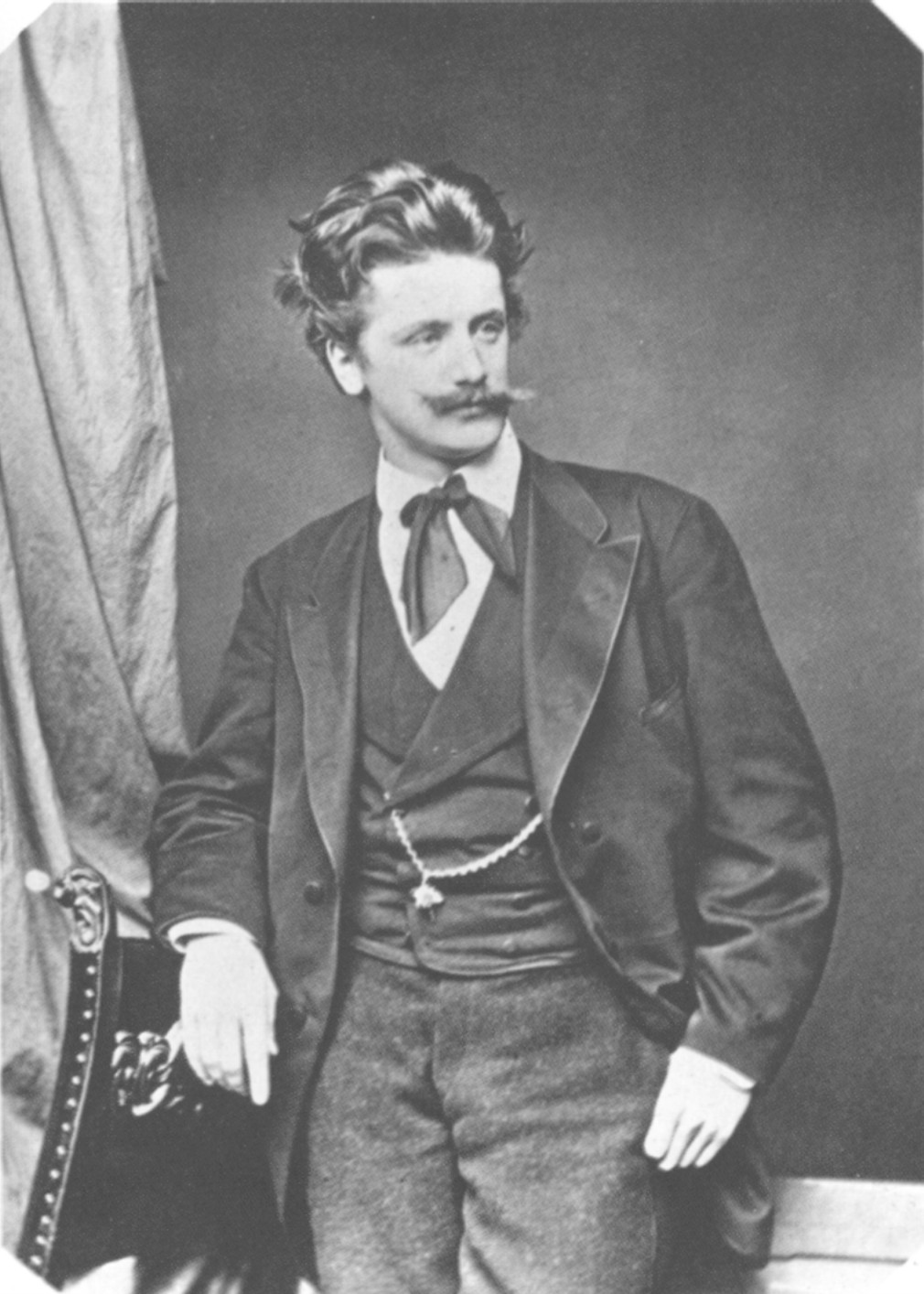
Edgar, fils du photographe de la cour.

Déconcertée par la situation, la jeune « Sopherl-Elsa » noue, avec la complicité de ses deux dames d'honneur, une idylle secrète avec le séduisant fils du photographe de la cour Edgar Hanfstaengl dont il reste quelques lettres.
Outre les étranges fiançailles du roi de Bavière, l'année 1867 est une année de deuil pour la Maison de Habsbourg-Lorraine et la Maison de Wittelsbach : en quelques mois meurent la jeune épouse de Charles-Théodore, le mari d'Hélène, l'archiduchesse Mathilde qui meurt brûlée vive à dix-huit ans, et l'archiduc Maximilien, frère de François-Joseph, devenu empereur du Mexique, exécuté par ses sujets rebelles tandis que son épouse Charlotte de Belgique sombre dans la folie. A ces drames familiaux, s'ajoute le compromis austro-hongrois qui marque la défaite politique de l'archiduchesse Sophie. Tous viennent à Possi épancher leur cœur.
En octobre, vexé par les atermoiements du roi, le duc Max, abandonnant pour une fois son ton badin et sa vie bohème, exige la fixation définitive de la date des noces. Offusqué par l'attitude du duc en Bavière qui, s'il est son oncle et futur beau-père pressenti, n'en est pas moins son sujet, Louis II rompt ses fiançailles avec Sophie-Charlotte.
Il est également possible que Louis II ait appris l'aventure de sa fiancée avec le fils de son photographe, qu'il en ait été blessé mais surtout qu'à l'instar de Wagner qu'il divinisait, il se soit rendu compte que Sophie était aussi un être de chair et non l'héroïne d'opéra qu'il imaginait.
Le jeune roi, fuyant un monde qu'il rejette et dont il se sent incompris, se réfugie dans une vie de plus en plus solitaire.

### Princesse française

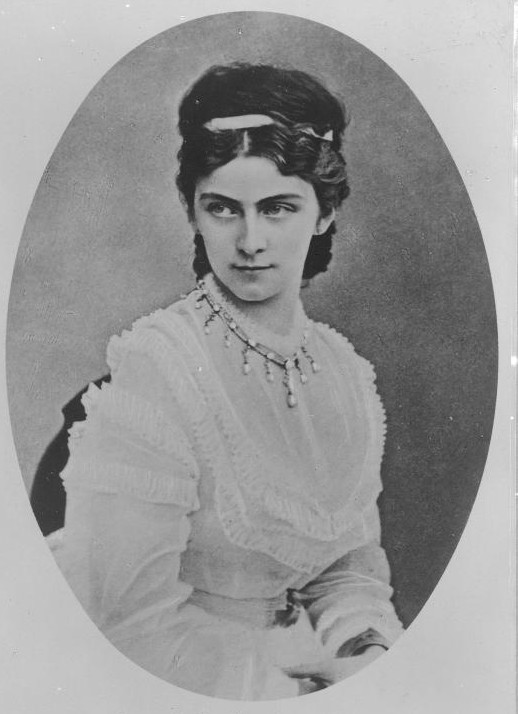
Sophie-Charlotte en Bavière, duchesse Ferdinand d'Alençon.

Humiliée par la situation, comme autrefois sa sœur Hélène, Sophie-Charlotte, qui est la sœur de l'impératrice d'Autriche et de l'ex-reine des Deux-Siciles, reste un bon parti mais souhaite laver l'affront qu'elle a subi en se mariant au plus tôt.
Pour lui faire oublier le scandale, la duchesse Ludovica envoie Sophie-Charlotte à Dresde, capitale du Royaume de Saxe où règnent Jean Ier et la reine Amélie, une des nombreuses sœurs de Ludovica, dont la plupart des filles sont mortes à la fleur de l'âge.
À la cour de Dresde, Sophie-Charlotte est présentée au duc de Nemours, fils cadet du feu roi des Français Louis-Philippe, qui prend les eaux à Rippoldsau en compagnie de son fils cadet Ferdinand d'Orléans, duc d'Alençon et de sa fille Marguerite. Le duc de Nemours sur les conseils de sa sœur la princesse Clémentine de Saxe-Cobourg-Kohary, marieuse infatigable, très introduite dans les cours européennes, souhaite marier sa fille Marguerite au duc Max-Emmanuel, le benjamin des enfants de Max et Ludovica en Bavière. Mais Max-Emmanuel n'a que 19 ans et cet espoir est déçu.
En revanche, le duc d'Alençon, jeune homme de 24 ans sérieux voire prosaïque et pieux, a remarqué Sophie-Charlotte ; il s'en ouvre à son père qui lui sert également de mentor.
Pour le duc de Nemours, prince en exil, cette jolie belle-sœur de l'empereur d'Autriche est un excellent parti. Mais craignant un second refus, il demande quelques renseignements à sa sœur, la princesse Clémentine, qui reprend donc son rôle d'entremetteuse et enquête discrètement avant de donner un avis favorable à son frère qui peut ainsi rassurer son fils.
Le duc d'Alençon plaît à la jeune fille qui veut oublier son fiancé fantasque, se repent de son flirt avec le bel Edgar et veut renier les romantiques rêves d'absolu de son adolescence où elle s'est brûlé les ailes.

### Exil anglais

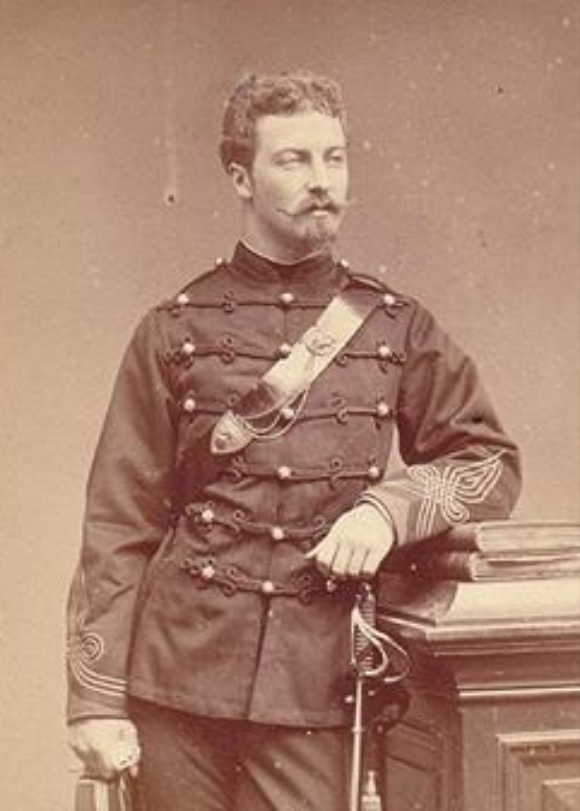
Le duc d'Alençon.

Les noces sont célébrées dès le 22 septembre 1868 à Possenhofen. Le jeune couple, qui ne peut s'installer en France, rejoint l'Angleterre et s'installe à Bushy House dans le manoir du duc de Nemours.
Une petite fille, prénommée Louise comme sa grand-mère maternelle, voit le jour dès 1869, après des couches éprouvantes.
Sophie n'est pas malheureuse avec son mari mais, élevée fort librement, souffre de la trop grande rigueur que son beau-père impose à sa famille. La jeune femme sombre dans un état dépressif chronique que sa première grossesse ne fait qu'amplifier. Sophie ne bénéficie pas de la présence d'une belle-mère pour la guider. Ayant perdu sa mère à l'âge de treize ans, le jeune duc d'Alençon est désemparé.
Le duc de Nemours, veuf austère qui a appris à ses enfants que, de deux devoirs, il faut toujours choisir le plus difficile, conserve une forte influence sur son fils cadet et se montre parfois très autoritaire.
Sophie-Charlotte trouve en revanche soutien et affection chez un de ses oncles par alliance, le duc d'Aumale et son épouse Marie-Caroline de Bourbon-Siciles, lesquels, comprenant le désarroi de la jeune mariée, propose au jeune couple leur maison de Palerme en Sicile. La duchesse d'Aumale meurt peu après.

### Exil italien
Si les jeunes mariés peuvent enfin connaître une heureuse lune de miel en Sicile, celle-ci est de courte durée. Ignorant le peu d'intérêt du duc et de la duchesse d'Alençon pour la politique, Victor-Emmanuel II, le tout nouveau roi du tout nouveau Royaume d'Italie - qui a établi à Florence sa capitale en attendant de pouvoir envahir ce qui reste des États pontificaux alors protégés par les troupes de Napoléon III - ne considère pas d'un œil serein l'installation dans l'ex-Royaume des Deux-Siciles du beau-frère de l'empereur d'Autriche et du roi des Deux-Siciles. En effet, Sophie-Charlotte est non seulement la sœur de l'impératrice d'Autriche mais aussi celle de l'ex-reine Marie-Sophie des Deux-Siciles, qui, à seulement 19 ans, fut l'âme de la résistance napolitaine face aux armées italiennes puis, après la défaite, s'est réfugiée avec son mari et le reste de sa cour à Rome, capitale de ce qui reste des États pontificaux où les souverains déchus bénéficient de la protection du pape Pie IX.
Le couple, invité à quitter l'Italie, s'installe à Rome où Sophie-Charlotte sera très proche de ses deux sœurs, la reine Marie-Sophie et la comtesse de Trani empêtrées dans leurs amours adultérines et leurs premières grossesses. Les princesses Wittelsbach - qui n'ont pas trente ans - sont réputées pour leur beauté, leur ressemblance et leur complicité. Elles en jouent notamment en portant des tenues identiques pour tromper journalistes et curieux. Nul doute que la benjamine ne se prête à ces jeux enfantins.

### «Reine» d'Espagne
Entre-temps, les Espagnols, qui ont chassé leur souveraine la reine Isabelle II en 1868, cherchent un nouveau souverain. Ils se tournent vers divers membres des dynasties royales dont le duc d'Alençon. Le jeune homme qui a commencé sa carrière dans l'armée espagnole, a accompli sa formation d'officier à Ségovie. Il est respecté pour sa droiture. Même l'empereur des Français Napoléon III, hostile aux Bourbons et aux Orléans, soutient la proposition des Cortès.
Cependant, le duc d'Alençon se refuse à occuper le trône de celle qui lui a donné son épée d'officier. Patriote, il veut conserver son titre de prince français. Le trône espagnol sera alors confié au fils cadet du roi d'Italie qui sera chassé à son tour après vingt-six mois de règne, permettant la restauration des Bourbons et c'est le fils d'Isabelle II, héritier légitime, qui montera sur le trône de ses ancêtres et deviendra le roi Alphonse XII d'Espagne.

### France
La guerre de 1870 éclate. À 26 ans, Ferdinand désire s'engager mais Napoléon III ne veut ni des Bourbon ni des Orléans dans ses troupes. Ferdinand en est mortifié. Ses cousins se sont engagés sous de faux noms comme hommes de troupes mais lui est démasqué et ne peut entrer en France.
La France vaincue et l'empire abattu, l'Italie annexe les États pontificaux. Le pape Pie IX se retire dans son palais du Vatican tandis que les princes siciliens se réfugient en Autriche auprès de leur sœur, la fameuse Sissi, suivis par le couple Alençon.
Le jeune couple et sa petite fille s'installent dans le sud du Tyrol, au château de Mentelberg, où Sophie-Charlotte, en 1872, donne naissance à un fils, le futur duc de Vendôme.

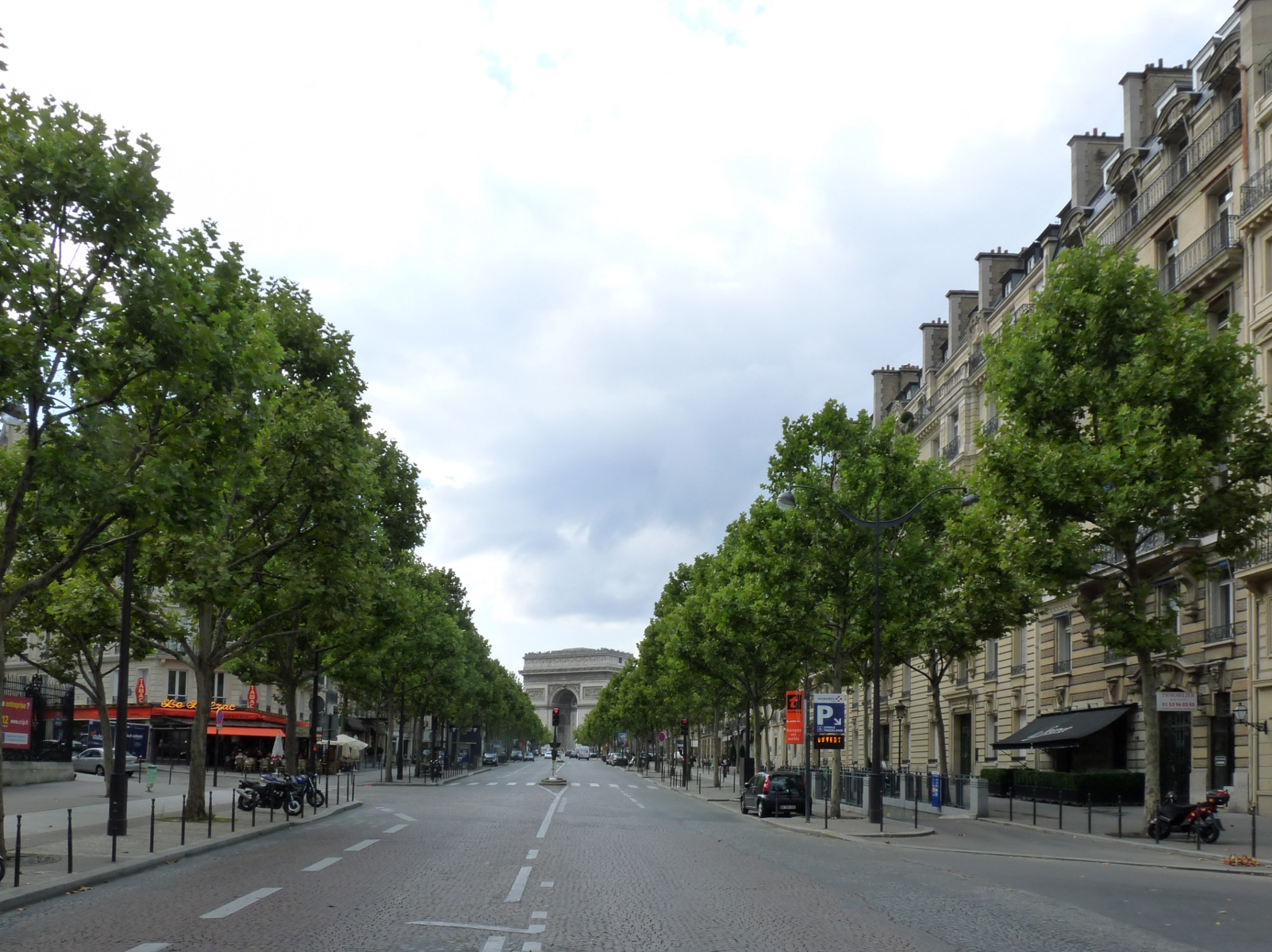
Avenue de Friedland, dernière adresse de la duchesse d'Alençon.

Sophie-Charlotte se montre une épouse ardente alors que ses couches ont été assez difficiles et Ferdinand tente, comme il le peut - avec les conseils de son père - de calmer son épouse et de lui trouver des moyens efficaces de contraception[réf. nécessaire].
Les défaites, la chute de l'empire et la proclamation de la république ont amené en France des changements politiques qui, en 1873, avec l'espoir d'une restauration monarchique, permettent au jeune duc de regagner la patrie qu'il avait dû fuir à l'âge de quatre ans.
Ferdinand - qui a retrouvé son rang d'officier dans l'armée française - et Sophie-Charlotte s'installent à Vincennes, avenue de la Reine Blanche. Ils s'installeront plus tard à Paris, à deux pas de l'Arc de Triomphe, avenue Kléber puis au 32 avenue de Friedland.

### Engagement religieux

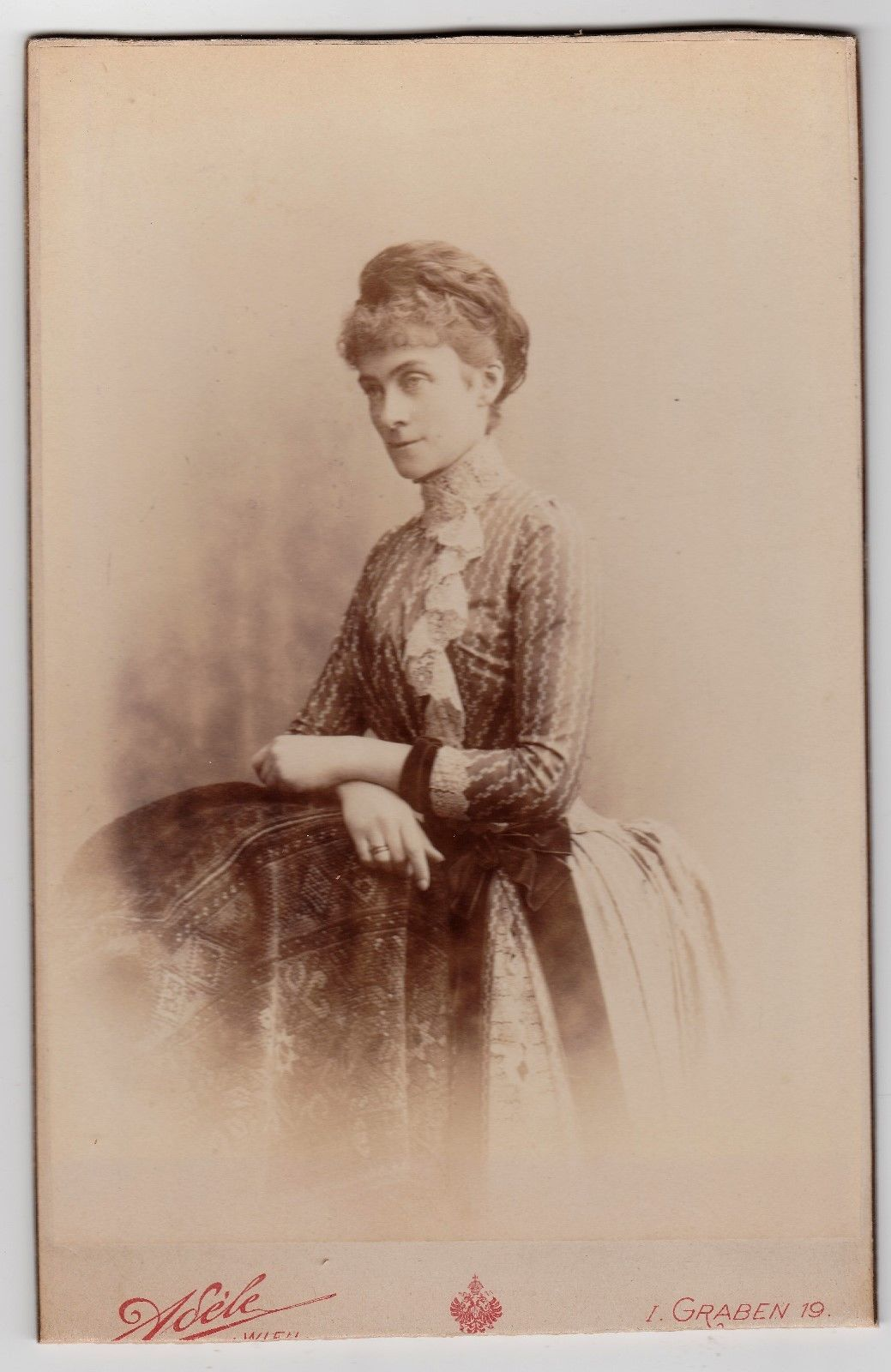
S.A.R. La duchesse d'Alençon « Sœur Marie-Madeleine » (1885).

À partir de 1876, la princesse s'engage dans le tiers-ordre dominicain de la rue du Faubourg-Saint-Honoré (8e arrondissement de Paris), tandis que son mari entre dans le tiers-ordre franciscain. Elle prononce ses vœux le 1er mai 1880. À cette occasion elle écrit : « J'ai été reçue ce matin dans le Tiers-Ordre. J'ai été très émue comme vous le croirez sans peine. Jamais de ma vie, je n'oublierai les impressions que j'ai reçues ce jour-là. Je m'étais préparée pendant plusieurs semaines. »

### Scandale et rédemption
En 1886, le roi Louis II de Bavière est contraint de renoncer au trône et enfermé dans un château sur les bords du lac de Starnberg. Une semaine plus tard le corps du roi et celui de son médecin sont retrouvés dans le lac. Le sort tragique de son ancien fiancé réveille peut être en la duchesse d'Alençon des souvenirs voire des scrupules qui la fragilisent.
Quadragénaire et tertiaire dominicaine, Sophie noue une relation adultérine avec un médecin marié et père de famille. La princesse, au mépris des convenances, songe alors ouvertement à quitter son mari et ses enfants (âgés de 17 et 14 ans). Le couple pense à s'enfuir en Suisse mais l'épouse du médecin crée un scandale et le couple doit rompre.
Sur les conseils de son frère Charles-Théodore, Sophie-Charlotte est placée par son mari dans le sanatorium du Docteur Kraft-Ebing, situé à Mariagrün près de Graz en Autriche.
Elle est traitée par le docteur Richard von Krafft-Ebing, spécialiste des troubles sexuels. Après cinq mois de traitement, la princesse retrouve son mari à Mentlberg (de).
En janvier 1889, le duc et la duchesse d'Alençon sont à Vienne quand l'empereur et l'impératrice sont confrontés au drame de Mayerling. La duchesse console de son mieux sa sœur éprouvée.

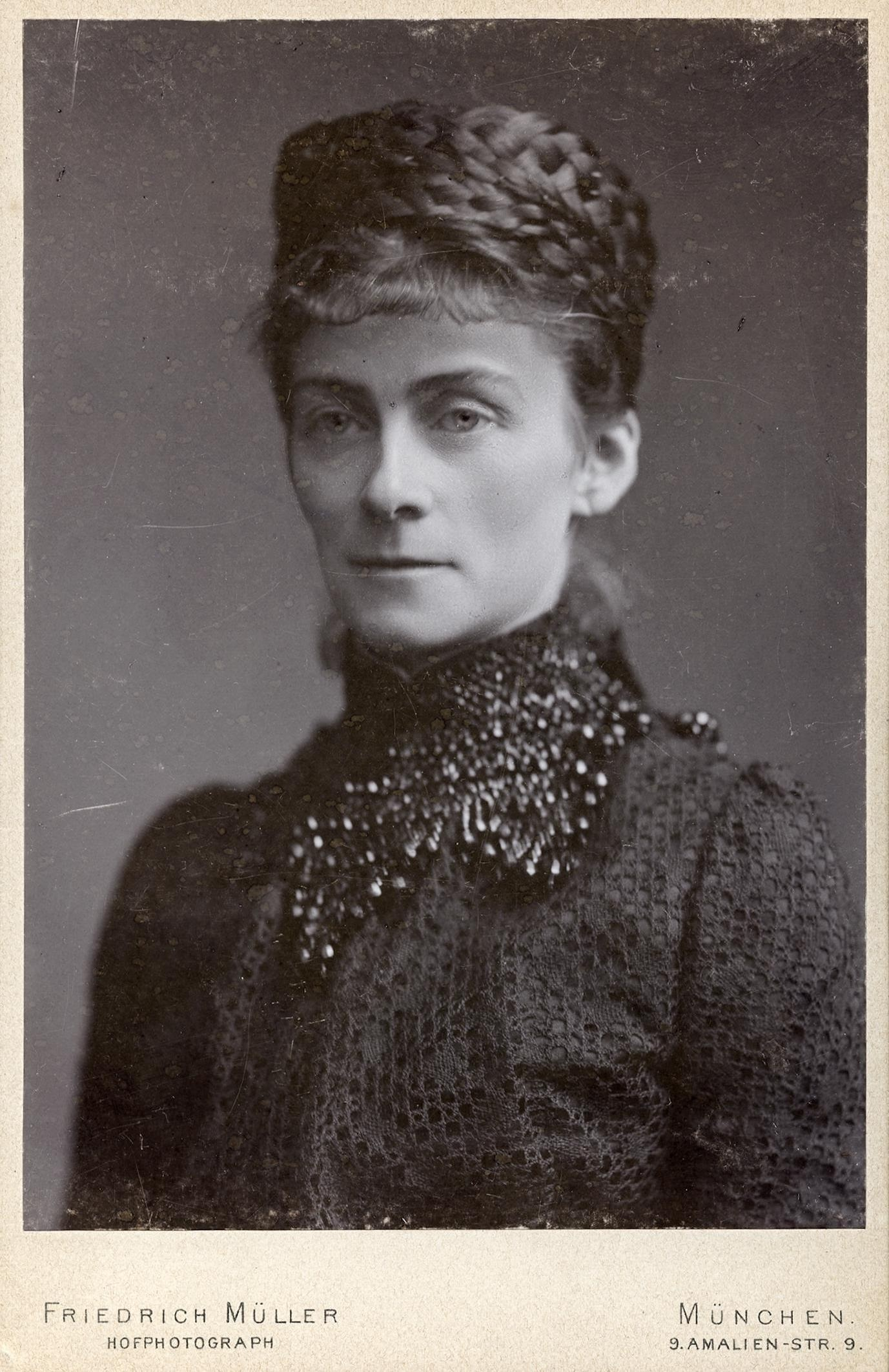
Sophie-Charlotte, duchesse d'Alençon (1896).

En 1891, Sophie-Charlotte et Ferdinand marient leur fille avec un membre de la Maison Wittelsbach, le prince Alphonse de Bavière. Le couple sera longtemps stérile.
Son fils Emmanuel, duc de Vendôme, alors mineur, aurait eu une liaison secrète de 1891 à 1893 avec une demoiselle de la haute noblesse française, Louise de Maillé de la Tour Landry (1873-1953), dont il aurait eu un fils, Philippe (1893-1955). Il épouse en 1896 la princesse Henriette de Belgique, nièce du roi des Belges qui aura plusieurs enfants.

### Mort dramatique

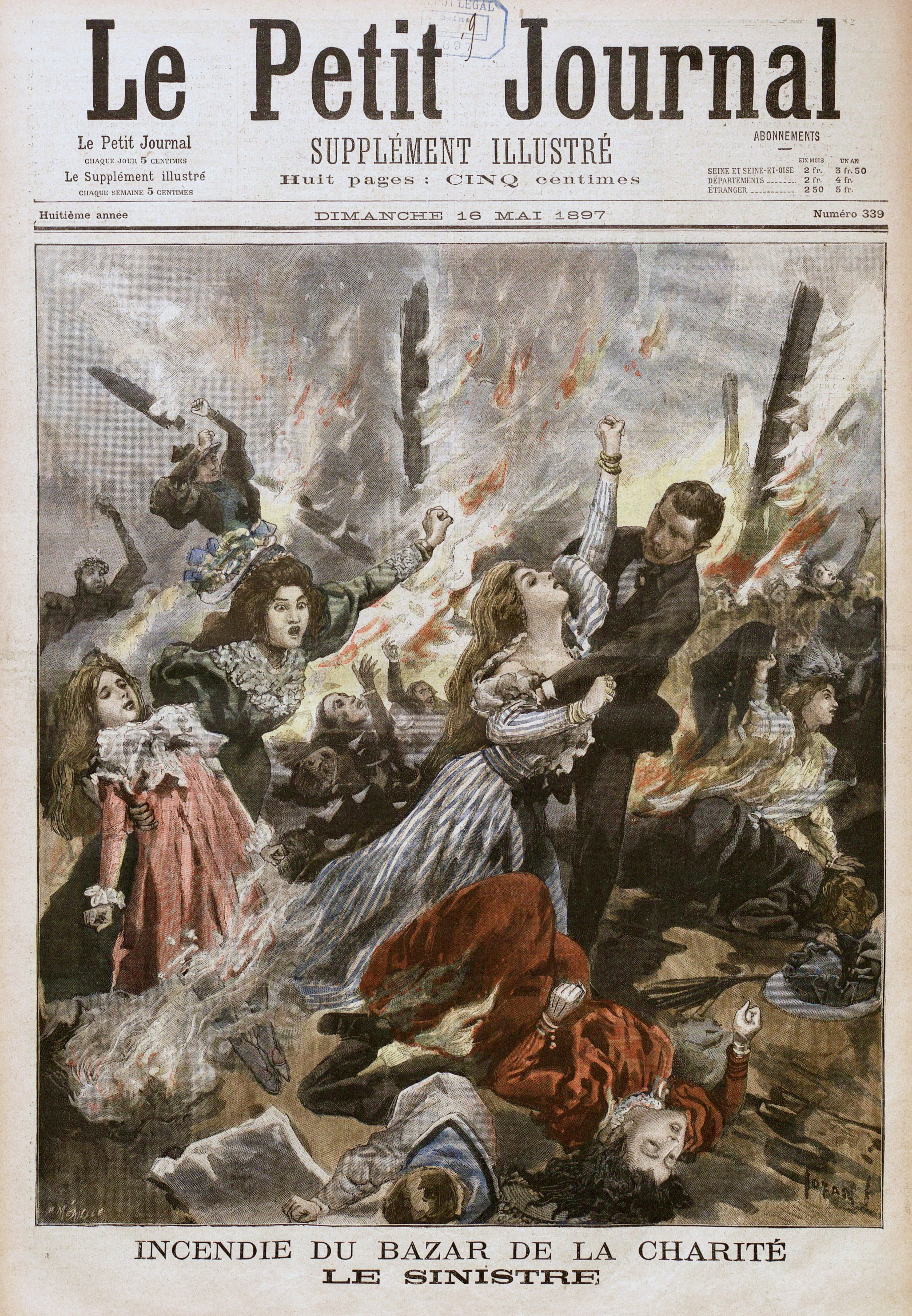
L'incendie vu par la presse.

Après son séjour à l'hôpital, Sophie-Charlotte renoue avec son mari et ses enfants. Elle s'occupe activement d'œuvres charitables.
Le 4 mai 1897, la duchesse d'Alençon figure au nombre de la centaine de victimes de l'incendie du Bazar de la Charité, à Paris. Elle aurait, selon certains récits, sacrifié sa vie pour épargner celles des dames et des jeunes filles qui la secondaient à son stand. Plusieurs survivants rapportent l’avoir entendu dire à la jeune comtesse Mathilde d’Andlau : “Partez vite. Ne vous occupez pas de moi. Je partirai la dernière“. Un autre rapporte une scène touchante : « Une religieuse (probablement une des filles de la charité) s'effondrant à ses pieds lui dit “Ô Madame, quelle mort !”, et la duchesse lui répondit : “Oui, mais dans quelques minutes pensez que nous verrons Dieu !”. »

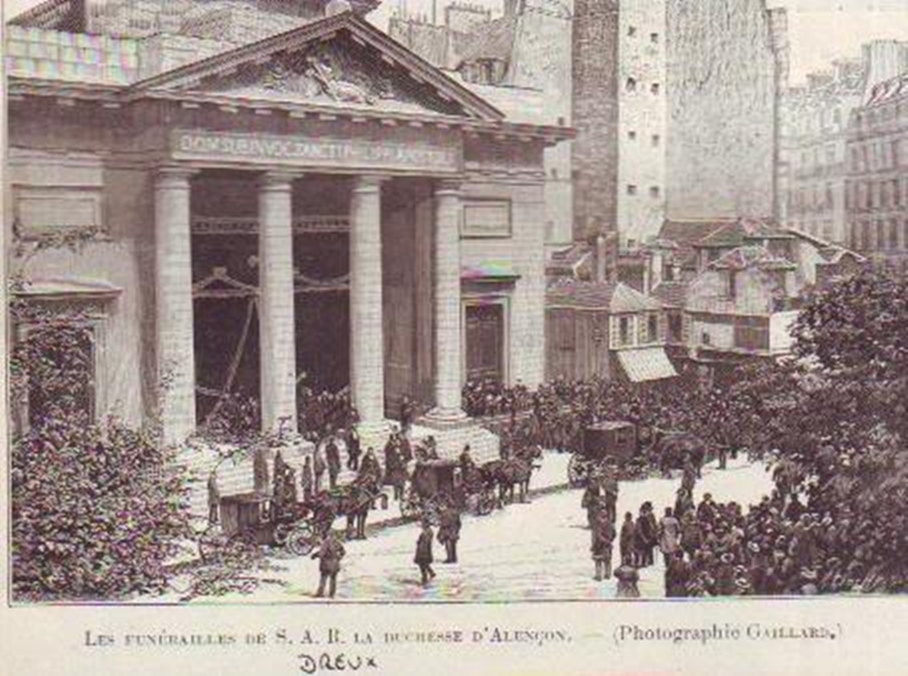
Les funérailles en l'église Saint-Philippe-du-Roule.

Quelques jours après la tragédie, le duc d'Aumale est foudroyé par une crise cardiaque durant la rédaction de lettres de condoléances, et Sissi, l'impératrice d'Autriche, prédit : « nous mourrons tous de mort violente ». Cette dernière est assassinée à Genève l'année suivante par un anarchiste.
Durant les funérailles, le prince Albert de Belgique rencontre pour la première fois la duchesse Élisabeth en Bavière, nièce de la défunte.
Le corps calciné de la duchesse ne peut être identifié que par son dentiste, sur la base de la dentition d'un corps retrouvé. Le corps de la duchesse d'Alençon repose dans la chapelle royale de Dreux ; celui de son mari l'y rejoint en 1910.
Le gisant de la duchesse est l'œuvre du sculpteur Louis-Ernest Barrias qui la représente de manière dramatique, étendue près d'une poutre calcinée, le corps contracté dans la souffrance et la natte défaite. Jugée trop tragique, elle est remisée en 1910 dans les sous-sols de la chapelle pour être remplacée par un gisant plus consensuel de Charles-Albert Walhain en 1912. Reléguée pendant 102 ans, la sculpture de Barrias est exposée au musée d'art et d'histoire de Dreux depuis le 14 avril 2012, et classée monument historique en tant qu'objet depuis 2014.
À l'endroit du sinistre du Bazar de la Charité, a été édifiée en 1900 la chapelle Notre-Dame-de-Consolation.

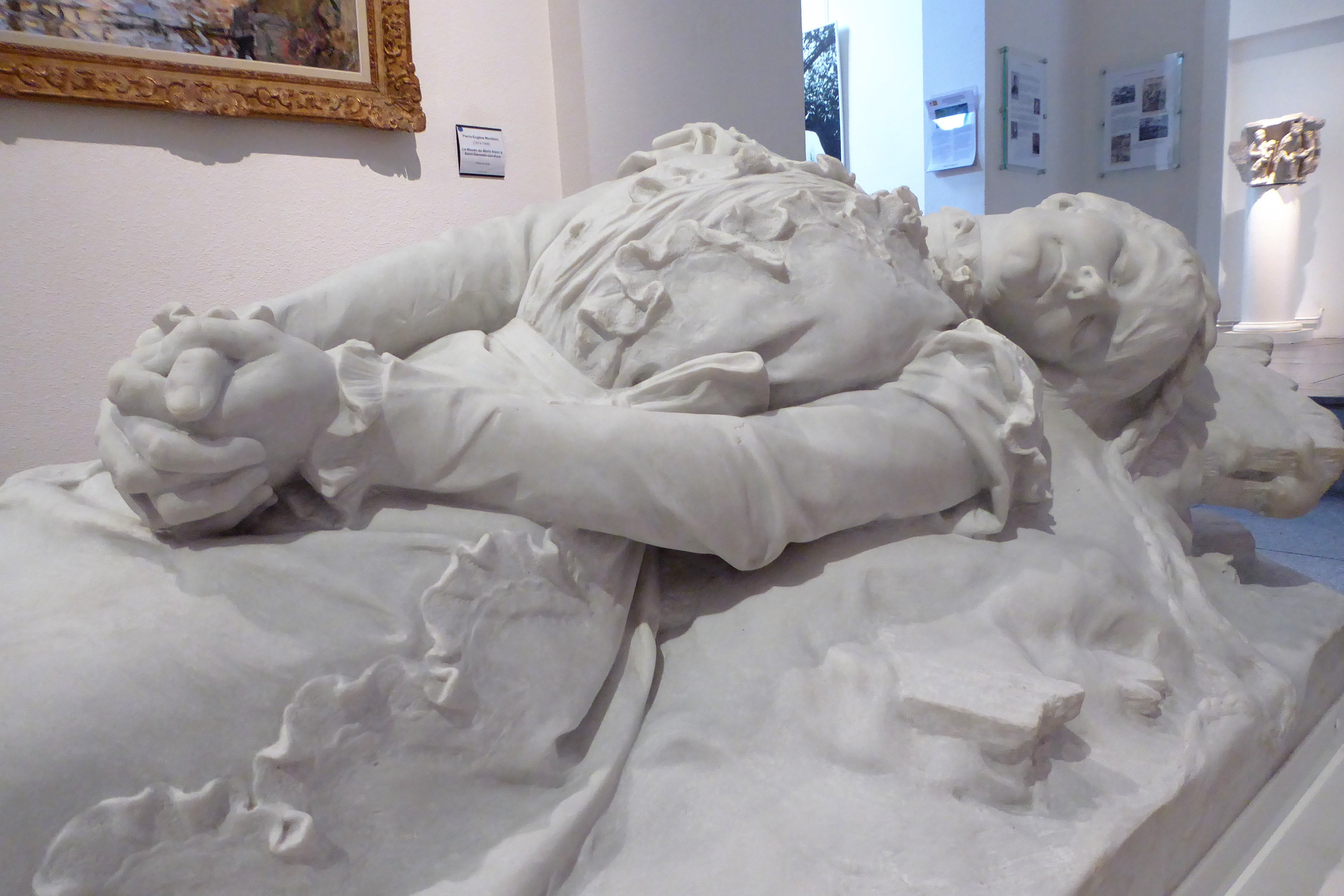
Gisant de Sophie-Charlotte en Bavière par Barrias (1904), musée de Dreux, Eure-et-Loir.
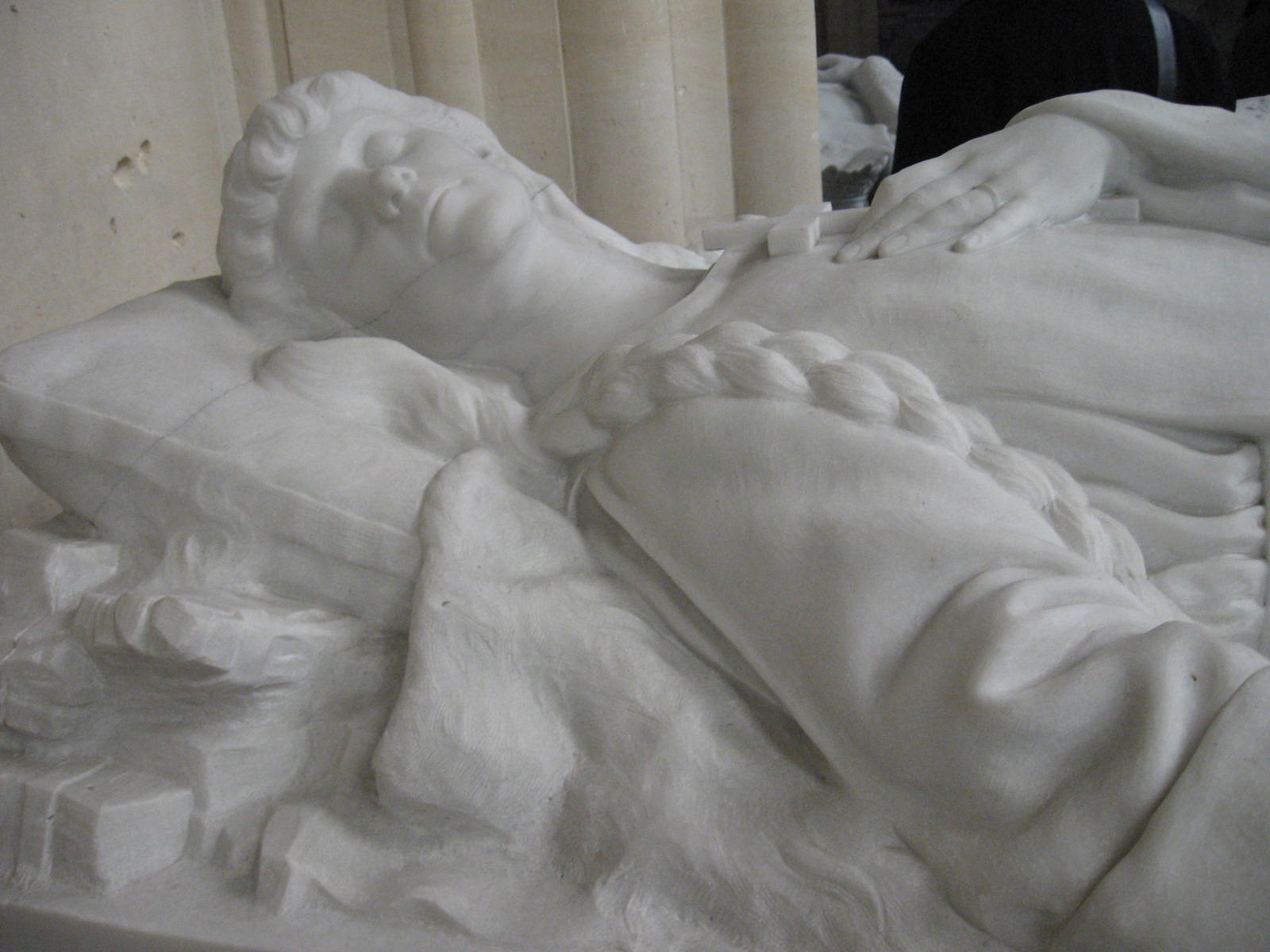
Gisant de la duchesse par Walhain (1910), chapelle royale de Dreux.
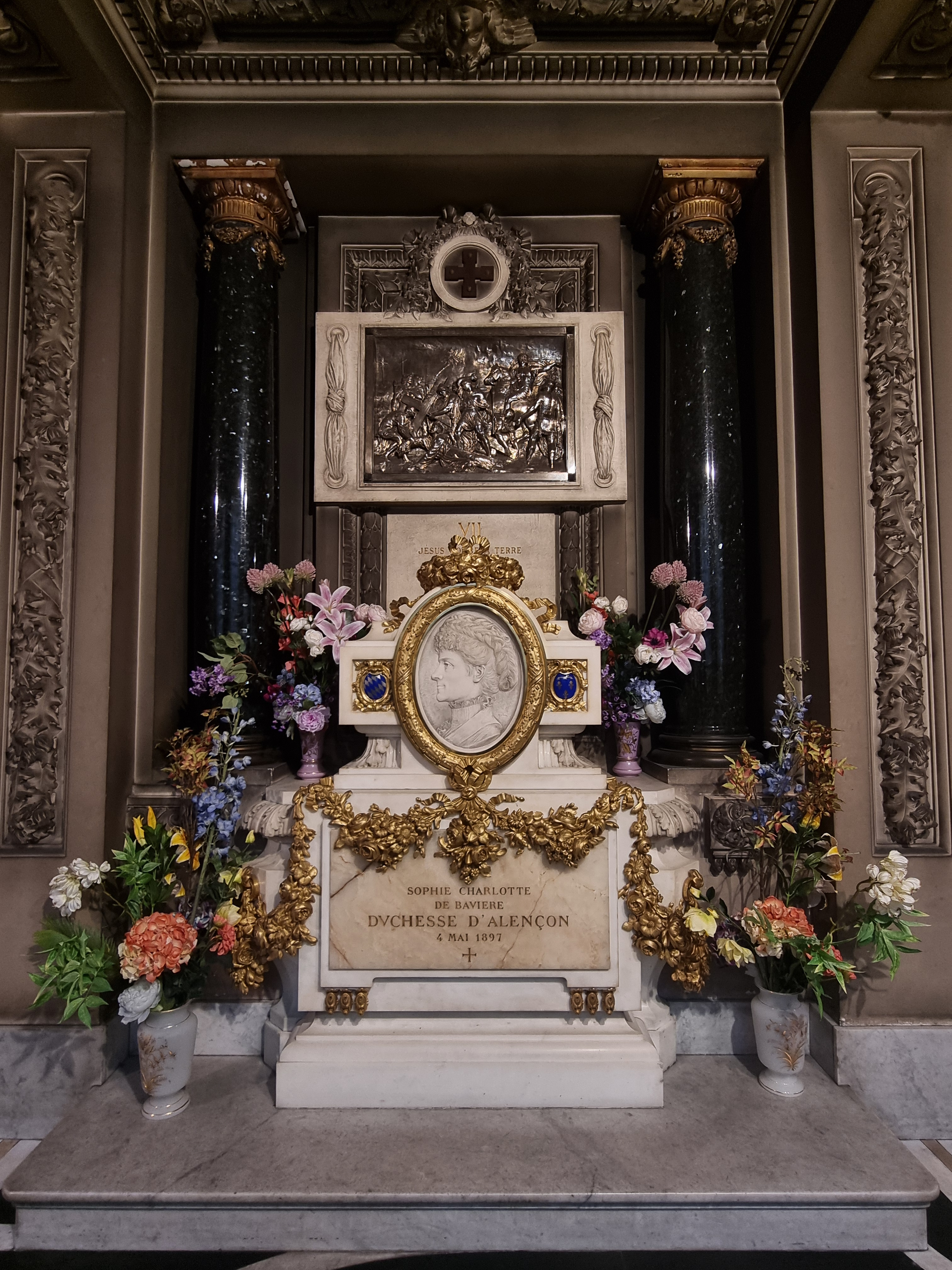
Cénotaphe de Sophie-Charlotte (1898-1900), Chapelle Notre-Dame de Consolation, Paris.

## Titulature et décorations

### Titulature
- 23 février 1847 – 28 septembre 1868 : Son Altesse Royale la duchesse Sophie-Charlotte en Bavière
- 28 septembre 1868 – 4 mai 1897 : Son Altesse Royale la duchesse d'Alençon

### Décorations dynastiques étrangères
- Dame de l’ordre de la Croix étoilée (maison de Habsbourg-Lorraine)[8]

## Au cinéma
- Ludwig der Zweite, König von Bayern de Wilhelm Dieterle (1930) : Rina Marsa (de)
- Ludwig : Le Crépuscule des dieux de Luchino Visconti (1972): Sonia Petrovna
- Ludwig II. de Peter Sehr (2012) : Paula Beer